# Lamponina
Lamponina es un género de arañas araneomorfas de la familia Lamponidae. Se encuentra en Australia. 

## Lista de especies
Según The World Spider Catalog 12.0:
- Lamponina asperrima (Hickman, 1950)
- Lamponina elongata Platnick, 2000
- Lamponina isa Platnick, 2000
- Lamponina kakadu Platnick, 2000
- Lamponina loftia Platnick, 2000
- Lamponina scutata (Strand, 1913)